# Serie Mundial de 1949
La Serie Mundial de 1949 fue disputada entre New York Yankees y Brooklyn Dodgers.
Los New York Yankees resultaron ganadores al vencer en la serie por 4 partidos a 1.

## Desarrollo

### Juego 1
| Equipo   | 1 | 2 | 3 | 4 | 5 | 6 | 7 | 8 | 9 | C | H | E |
| -------- | - | - | - | - | - | - | - | - | - | - | - | - |
| Brooklyn | 0 | 0 | 0 | 0 | 0 | 0 | 0 | 0 | 0 | 0 | 2 | 0 |
| New York | 0 | 0 | 0 | 0 | 0 | 0 | 0 | 0 | 1 | 1 | 5 | 1 |

LG: Allie Reynolds (1–0)  LP: Don Newcombe (0–1)  
HRs:  NYY – Tommy Henrich (1)

### Juego 2
| Equipo   | 1 | 2 | 3 | 4 | 5 | 6 | 7 | 8 | 9 | C | H | E |
| -------- | - | - | - | - | - | - | - | - | - | - | - | - |
| Brooklyn | 0 | 1 | 0 | 0 | 0 | 0 | 0 | 0 | 0 | 1 | 7 | 2 |
| New York | 0 | 0 | 0 | 0 | 0 | 0 | 0 | 0 | 0 | 0 | 6 | 1 |

LG: Preacher Roe (1–0)  LP: Vic Raschi (0–1)  

### Juego 3
| Equipo   | 1 | 2 | 3 | 4 | 5 | 6 | 7 | 8 | 9 | C | H | E |
| -------- | - | - | - | - | - | - | - | - | - | - | - | - |
| New York | 0 | 0 | 1 | 0 | 0 | 0 | 0 | 0 | 3 | 4 | 5 | 0 |
| Brooklyn | 0 | 0 | 0 | 1 | 0 | 0 | 0 | 0 | 2 | 3 | 5 | 0 |

LG: Joe Page (1–0)  LP: Ralph Branca (0–1)  
HRs:  BRO – Pee Wee Reese (1), Luis Rodríguez Olmo (1), Roy Campanella (1)

### Juego 4
| Equipo   | 1 | 2 | 3 | 4 | 5 | 6 | 7 | 8 | 9 | C | H  | E |
| -------- | - | - | - | - | - | - | - | - | - | - | -- | - |
| New York | 0 | 0 | 0 | 3 | 3 | 0 | 0 | 0 | 0 | 6 | 10 | 0 |
| Brooklyn | 0 | 0 | 0 | 0 | 0 | 4 | 0 | 0 | 0 | 4 | 9  | 1 |

LG: Eddie Lopat (1–0)  LP: Don Newcombe (0–2)  SV: Allie Reynolds (1)  

### Juego 5
| Equipo   | 1 | 2 | 3 | 4 | 5 | 6 | 7 | 8 | 9 | C  | H  | E |
| -------- | - | - | - | - | - | - | - | - | - | -- | -- | - |
| New York | 2 | 0 | 3 | 1 | 1 | 3 | 0 | 0 | 0 | 10 | 11 | 1 |
| Brooklyn | 0 | 0 | 1 | 0 | 0 | 1 | 4 | 0 | 0 | 6  | 11 | 2 |

LG: Vic Raschi (1–1)  LP: Rex Barney (0–1)  SV: Joe Page (1)  
HRs:  NYY – Joe DiMaggio (1)  BRO – Gil Hodges (1)
|                                                           |
| Campeón de las Grandes Ligas New York Yankees 12.º título |